# Dactylodenia evansii
Dactylodenia evansii là một loài thực vật có hoa trong họ Lan. Loài này được (T. Stephenson & T.A. Stephenson) Aver. mô tả khoa học đầu tiên năm 1986.